# Cercié
Cercié és un municipi francès situat al departament del Roine i a la regió d'Alvèrnia-Roine-Alps. L'any 2007 tenia 1.011 habitants.

## Demografia

### Població
El 2007 la població de fet de Cercié era de 1.011 persones. Hi havia 379 famílies de les quals 82 eren unipersonals (50 homes vivint sols i 32 dones vivint soles), 125 parelles sense fills, 147 parelles amb fills i 25 famílies monoparentals amb fills.
La població ha evolucionat segons el següent gràfic:
Habitants censats

### Habitatges
El 2007 hi havia 438 habitatges, 379 eren l'habitatge principal de la família, 23 eren segones residències i 35 estaven desocupats. 362 eren cases i 73 eren apartaments. Dels 379 habitatges principals, 233 estaven ocupats pels seus propietaris, 132 estaven llogats i ocupats pels llogaters i 13 estaven cedits a títol gratuït; 4 tenien una cambra, 21 en tenien dues, 48 en tenien tres, 118 en tenien quatre i 188 en tenien cinc o més. 289 habitatges disposaven pel capbaix d'una plaça de pàrquing. A 156 habitatges hi havia un automòbil i a 204 n'hi havia dos o més.

### Piràmide de població
La piràmide de població per edats i sexe el 2009 era:
| Homes | Edats   | Dones |
| ----- | ------- | ----- |
| 0     | 95 o +  | 0     |
| 4     | 90 a 94 | 0     |
| 8     | 85 a 89 | 8     |
| 4     | 80 a 84 | 4     |
| 8     | 75 a 79 | 24    |
| 8     | 70 a 74 | 12    |
| 20    | 65 a 69 | 16    |
| 8     | 60 a 64 | 12    |
| 28    | 55 a 59 | 16    |
| 20    | 50 a 54 | 20    |
| 40    | 45 a 49 | 20    |
| 36    | 40 a 44 | 28    |
| 44    | 35 a 39 | 36    |
| 28    | 30 a 34 | 28    |
| 24    | 25 a 29 | 36    |
| 16    | 20 a 24 | 20    |
| 24    | 15 a 19 | 48    |
| 36    | 10 a 14 | 28    |
| 64    | 5 a 9   | 36    |
| 20    | 0 a 4   | 24    |

## Economia
El 2007 la població en edat de treballar era de 659 persones, 516 eren actives i 143 eren inactives. De les 516 persones actives 492 estaven ocupades (258 homes i 234 dones) i 24 estaven aturades (6 homes i 18 dones). De les 143 persones inactives 53 estaven jubilades, 50 estaven estudiant i 40 estaven classificades com a «altres inactius».

### Ingressos
El 2009 a Cercié hi havia 416 unitats fiscals que integraven 1.135,5 persones, la mediana anual d'ingressos fiscals per persona era de 17.307 €.

### Activitats econòmiques
Dels 64 establiments que hi havia el 2007, 1 era d'una empresa extractiva, 2 d'empreses alimentàries, 1 d'una empresa de fabricació d'altres productes industrials, 11 d'empreses de construcció, 19 d'empreses de comerç i reparació d'automòbils, 1 d'una empresa de transport, 2 d'empreses d'hostatgeria i restauració, 5 d'empreses financeres, 5 d'empreses immobiliàries, 8 d'empreses de serveis, 7 d'entitats de l'administració pública i 2 d'empreses classificades com a «altres activitats de serveis».
Dels 16 establiments de servei als particulars que hi havia el 2009, 1 era una oficina de correu, 3 tallers de reparació d'automòbils i de material agrícola, 3 paletes, 1 guixaire pintor, 2 fusteries, 3 lampisteries, 1 perruqueria, 1 restaurant i 1 agència immobiliària.
Dels 6 establiments comercials que hi havia el 2009, 1 era una botiga de menys de 120 m², 1 una fleca, 1 una carnisseria, 1 una llibreria, 1 una sabateria i 1 una botiga de mobles.
L'any 2000 a Cercié hi havia 32 explotacions agrícoles.

## Equipaments sanitaris i escolars
El 2009 hi havia 1 farmàcia i 1 ambulància.
El 2009 hi havia una escola elemental.

## Poblacions més properes
El següent diagrama mostra les poblacions més properes.